# Konstantin Kavelin
Konstantin Dmitrijevič Kavelin (rusky Константин Дмитриевич Кавелин; 4.jul./ 16. listopadu 1818greg., Petrohrad, Ruské impérium – 3.jul./ 15. května 1885greg. tamtéž) byl ruský filozof, představitel pozitivismu, historik a sociolog.

## Životopis
Konstantin Kavelin vystudoval právo na Moskevské univerzitě a poté se na ní stal profesorem. Ve čtyřicátých letech se znal s Timofejem Granovským a Alexandrem Gercenem a byl stoupencem západnictva.
Kavelin patřil k ideologům liberalismu. Leninem byl charakterizován jako „jeden z nejodpornějších typů liberálního hulvátství.“ Brzy se stal filozofem s cílem odůvodnit své politické a etické názory: Filozofie je podle něj věda o individuální lidské duši, nebo psychologie, která vysvětluje mravní, duchovní svět bez ohledu na hmotný substrát. Protože se věnoval vědeckému bádání a při zdůvodňování pravdy na prvním místě uznával vědecké metody, dostal se k pozitivismu.